# 富士市役所

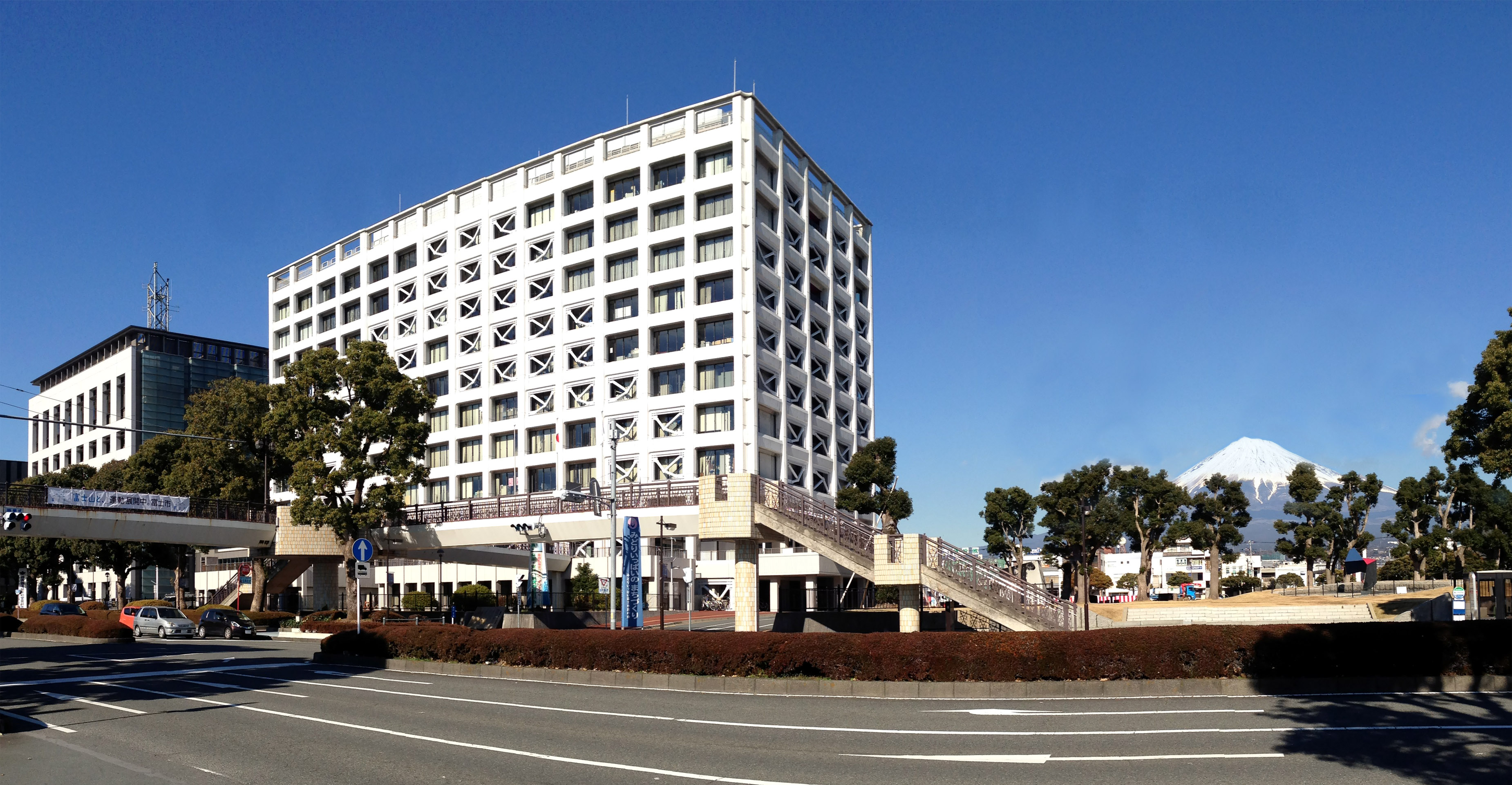
富士市役所

富士市役所（ふじしやくしょ）は、日本の地方公共団体である富士市の執行機関としての事務を行う施設（役所）である。

## 市庁舎・消防防災庁舎

### 所在地
- 〒417-8601
- 住所：静岡県富士市永田町1丁目100番地

### 開庁時間
- 月曜日 - 金曜日：8時30分 - 17時15分
- 休館日・休業日：土曜日・日曜日・祝日・年末年始

### アクセス
東海道本線　富士駅から　
・車で20分 　
東海道新幹線 新富士駅から
- 吉原中央駅行きバス「市役所前」で下車してすぐ
- 吉原中央駅行きバス「市役所前」で下車してすぐ

東海道本線 吉原駅から
- 吉原中央駅行きバス「吉原中央駅」で下車
- 吉原中央駅から市役所まで徒歩10分 
  - 「吉原中央駅」は鉄道の駅ではなくバスターミナルである。

### 市庁舎
| 階  | 北側 | 南側                                                                                     |
| --- | --- | ---------------------------------------------------------------------------------------- |
| 10F | 施設建築課、施設耐震課、会議室、全員協議会室                                                                                       | 環境保全課、廃棄物対策課、環境総務課、傍聴席入口                                         |
| 9F  | 議場、第1・第2委員会室、議会図書室                                                                                                 | 議会事務局、議員控室                                                                     |
| 8F  | 人事課、行政経営課、企画課、広報広聴課、第1会議室A・B、第2会議室、特別応接室                                                       | 秘書課、第3会議室、政策会議室、市長室、副市長室                                          |
| 7F  | 教育総務課、学校教育課、文化振興課、社会教育課、スポーツ振興課                                                                     | 財政課、契約課、管財課、工事検査室、総務課、第1・第2会議室、公文書公開窓口、中央紙記者室 |
| 6F  | 監査委員事務局、選挙管理委員会事務局、第1～第3会議室                                                                               | 都市計画課、市街地整備課、みどりの課、地方記者室、入札室                                 |
| 5F  | 住宅政策課、建築指導課、土地対策課、下水道建設課、下水道総務課                                                                     | 商業労政課、工業振興課、林政課、農政課、農業委員会事務局、下水道施設維持課               |
| 4F  | 保健医療課、障害福祉課、介護保険課、福祉総務課                                                                                     | 建設総務課、街路整備課、子ども保育課、子育て支援課                                       |
| 3F  | まちづくり課、市民協働課、男女共同参画課、市民課（管理担当）、国民健康保険課、市民安全課（市民相談室・国際交流室・消費生活相談室） | 資産税課、収納課、市民税課                                                               |
| 2F  | 市民課、会計室、金融機関窓口 | 市民ホール、消防防災庁舎連絡通路                                                         |
| 1F  | 警備員室、文書処理室ほか | 資料保存室ほか、職員組合書記局、厚生室、売店                                             |

### 消防防災庁舎
| 階 | 概 要                                                          |
| -- | -------------------------------------------------------------- |
| 7F | 大会議室                                                       |
| 5F | 道路維持課、河川課、第1会議室、研修室                          |
| 4F | 情報政策課                                                     |
| 3F | 消防本部情報指令課、防災危機管理課、防災対策本部室、作戦司令室 |
| 2F | 消防本部管理課、消防本部警防課、消防本部予防課、               |
| 1F | 中央消防署                                                     |

## 水道庁舎

### 所在地
- 富士市青島191

### 開庁時間
- 月曜日 - 金曜日：8時30分 - 17時15分
- 土曜日：8時30分 - 12時（お客様センターのみ）
- 休館日・休業日：日曜日・祝日・年末年始

### アクセス
JR新富士駅から
- 吉原中央駅行きバス「市役所前」で下車してすぐ
- 吉原中央駅行きバス「市役所前」で下車してすぐ

JR吉原駅から
- 吉原中央駅行きバス「吉原中央駅」で下車
- 吉原中央駅から市役所まで徒歩10分

### 庁舎
- お客様センター、会議室、入札室
- 水道工務課（工務・維持・計画・原水施設担当）
- 水道営繕課、水道管理課

## まちづくりセンター
伝法まちづくりセンター
- 住所：富士市伝法2743－2

原田まちづくりセンター
- 住所：富士市原田485番地

吉永まちづくりセンター
- 住所：富士市比奈1447－1

浮島まちづくりセンター
- 住所：富士市西船津215－2

広見まちづくりセンター
- 住所：富士市石坂470－5

松野まちづくりセンター
- 住所：富士市南松野1792－2

岩松まちづくりセンター
- 住所：富士市松岡837－7

岩松北まちづくりセンター
- 住所：富士市岩本88－1

須津まちづくりセンター
- 住所：富士市中里1143－1

神戸まちづくりセンター
- 住所：静岡県富士市三ツ沢600－1

天間まちづくりセンター
- 住所：富士市天間1106－1

今泉まちづくりセンター
- 住所：富士市今泉7丁目12番37号

田子浦まちづくりセンター
- 住所：富士市中丸232番地

富士駅北まちづくりセンター
- 住所：富士市富士町19－3

富士見台まちづくりセンター
- 住所：静岡県富士市富士見台6－1－1

富士駅南まちづくりセンター
- 住所：富士市横割1－4－15

丘まちづくりセンター
- 住所：富士市厚原2099－14

大淵まちづくりセンター
- 住所：富士市大淵2885－4

吉原まちづくりセンター
- 住所：富士市高嶺町6－3

元吉原まちづくりセンター
- 住所：富士市大野新田744－2

富士南まちづくりセンター
- 住所：富士市五貫島509番地

青葉台まちづくりセンター
- 住所：富士市一色288－4

吉永北まちづくりセンター
- 住所：富士市鵜無ケ淵162－1

富士北まちづくりセンター
- 住所：富士市米之宮町288番地

鷹岡まちづくりセンター
- 住所：富士市入山瀬4－9－2

富士川まちづくりセンター
- 住所：富士市岩淵121